# Pistolet Beretta 93R
Beretta 93R – włoski pistolet automatyczny skonstruowany pod koniec lat 70. W ofercie firmy Beretta zastąpił pistolet automatyczny 951R. Beretta 93R ma konstrukcję zbliżoną do samopowtarzalnej Beretty 92. Beretta 93R została wyposażona w mechanizm spustowy podwójnego działania z kurkiem zewnętrznym i przełącznikiem rodzaju ognia, który umożliwia prowadzenie ognia seriami trójstrzałowymi. Działa na zasadzie krótkiego odrzutu lufy i jest ryglowana ryglem wahliwym. Posiada prostokątną muszkę i szczerbinkę regulowaną w poziomie. Do Beretty 93R można dołączyć składaną kolbę. Broń zaopatrzona jest też w rozkładaną rękojeść, którą strzelec obejmuje dłonią, wkładając kciuk w przedłużony w tym celu kabłąk języka spustowego. Według włoskich źródeł pistolet miał stanowić uzbrojenie ochroniarzy wysoko postawionych oficjeli.

## Użytkownicy
Beretta Model 93R została zaprojektowana dla włoskich oddziałów antyterrorystycznych Nucleo Operativo Centrale di Sicurezza i Gruppo di Intervento Speciale, ale została także przyjęta przez inne jednostki policyjne i wojskowe, które potrzebowały niewielkiej, łatwej do ukrycia broni z możliwością prowadzenia ognia ciągłego.